# Casino de Cherbourg
Le casino de Cherbourg (ou casino de l'Amirauté) est un casino situé à Cherbourg, dans le département de la Manche en Normandie. Il appartient au groupe Cogit. Il dispose en plus des salles de jeux d'un restaurant (Fifty’s Diner), d'un bar, d'une discothèque et d'une salle de réception.

## Localisation
Le casino, rénové en 2000, l'un des plus anciens de France (date du XIXe siècle), est situé en centre-ville, sur le quai Alexandre-III, en face du port de pêche.
Le groupe Cogit est propriétaire du casino depuis 2001. 
Le casino comprend en plus des salles de jeux un restaurant, le Fifty’s Diner, un bar et une discothèque L’Amirauté.

## Histoire
Le casino originel de Cherbourg est inauguré le 15 juin 1864 par Hippolyte de Tocqueville qui, dès 1860, avait racheté des biens en liquidation afin de réaliser un nouvel établissement de bains de mer et un casino. Il se trouve alors près de l'actuelle chambre de commerce et d'industrie[Où ?]. De très nombreux clients venus pour son ouverture ont assisté au combat naval à Cherbourg entre navires des belligérants de la guerre de sécession.

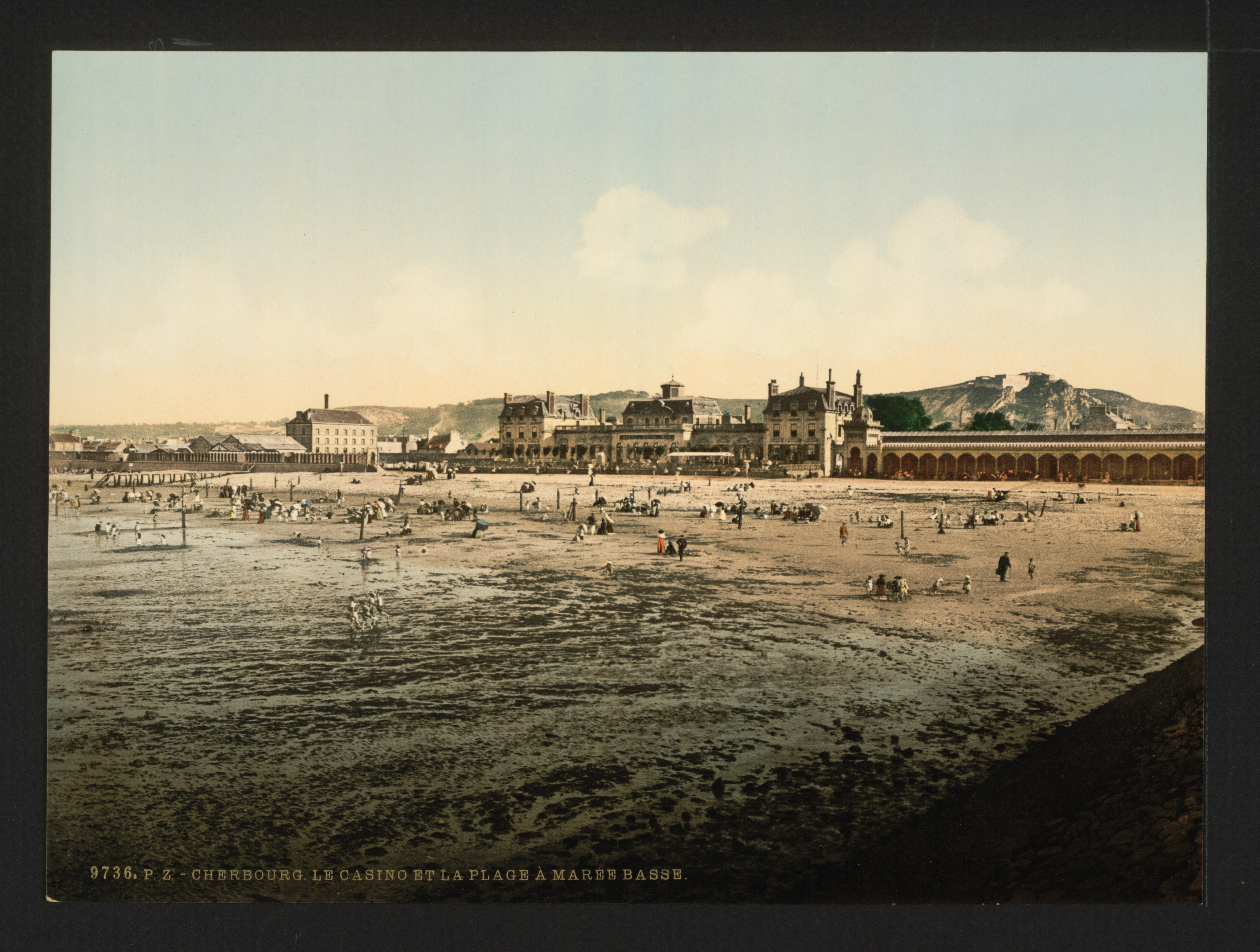
Le premier casino en front de mer.

Il est racheté en 1900 pour être transformé en hôtel 5 étoiles et est réquisitionné au début de la Première Guerre mondiale. L’établissement rouvre ses portes en 1925 et est à nouveau réquisitionné en 1939 puis détruit en 1943 par l’armée d’occupation allemande.
Le casino de l'Amirauté contemporain est construit en 1949. Maurice Leménager en prend la direction (jusqu'en 1976) et le déplace en centre-ville. L’orchestre de Tani Scala y joue régulièrement car les jeux sont encore interdits. 
En 1951, l’organisation de jeux est autorisée. La boule et le baccara sont introduits dans le casino. Il connaît un agrandissement en 1953 et son espace est réorganisé en 1958. Son succès est grandissant dans les années 1950 et 1960 lorsque des personnalités de l'époque le fréquentent. 
L’arrivée en 1988 des machines à sous, jusqu'alors interdites, relance l’activité du casino. Depuis sa création, l'établissement a reçu un grand nombre de personnalités, telles que Charles Trenet, Sidney Bechet, Georges Brassens, Charles Aznavour, Barbara, Jean Ferrat, Johnny Hallyday, Michel Polnareff…

## Activité
Son produit brut des jeux est de 5,363 millions d'euros lors de la saison 2013-2014, ce qui le classe 119e au plan français (1,65 million de francs en 1985-1986).